# カロリンスカ研究所
カロリンスカ研究所（カロリンスカけんきゅうじょ、Karolinska Institutet）はスウェーデンのストックホルムにある医科大学。カロリンスカ医科大学とも呼ばれる。

## 概要

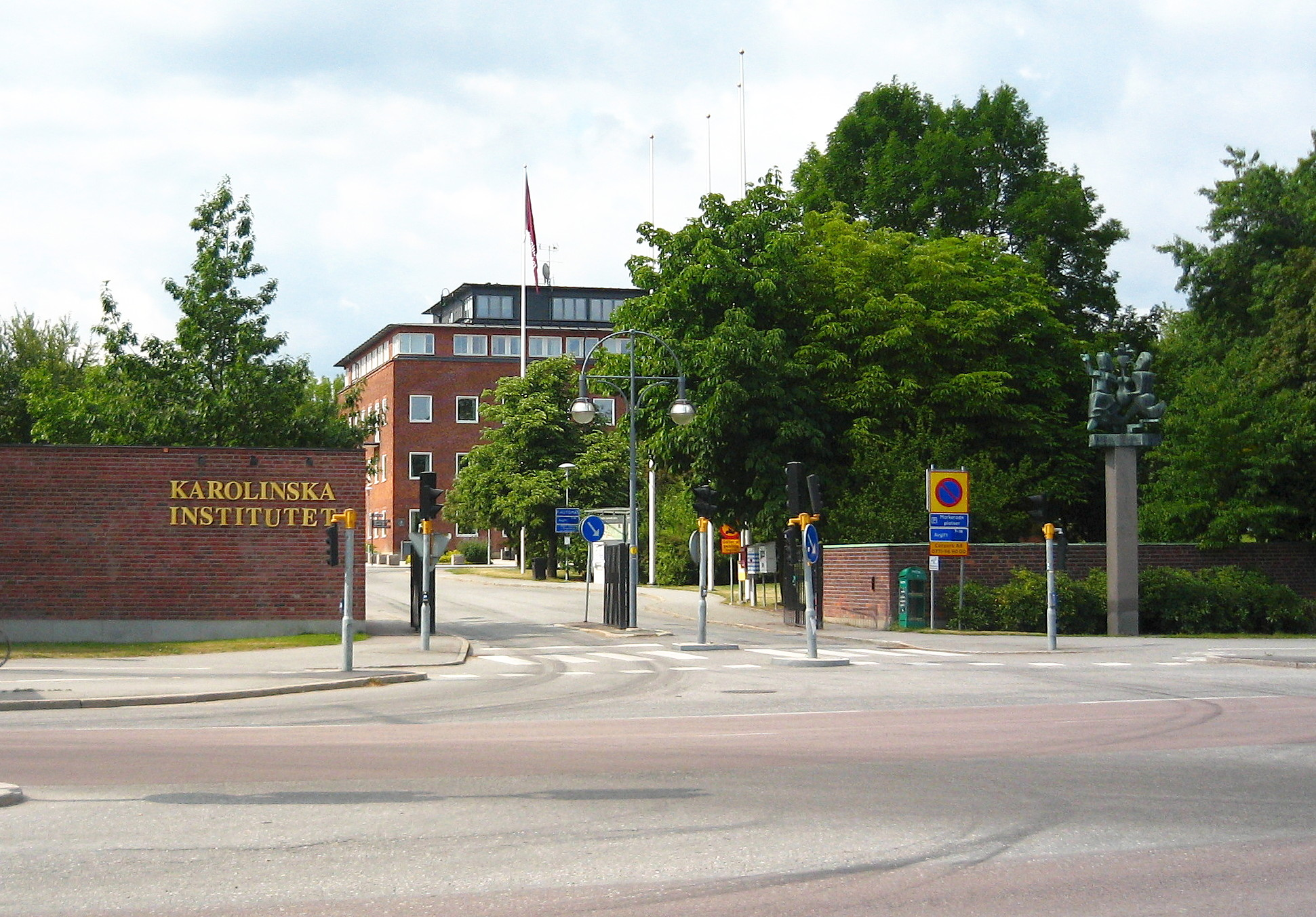
正門

1810年にスウェーデン王カール13世によって設立された。医学系の単科教育研究機関としては世界で最大。ノーベル生理学・医学賞の選考委員会がある。2020年のQS世界大学ランキングにおいて、医学系大学で世界5位にランクされている。カロリンスカ大学病院とは大学の教育医療機関として提携している。
スウェーデンでの最大の研究教育機関であり、全国の教育の30%、研究の40%を担っている。ヨーロッパ研究大学連盟の設立メンバーであったが、2011年3月に脱退した。19世紀の化学者であるイェンス・ベルセリウスは、前身のカロリンスカ医学外科学院（Karolinska medico-kirurgiska institutet）の医学と薬学の教授であった。

## 著名な卒業生
- ヒューゴ・テオレル - 1955年ノーベル生理学・医学賞
- ウルフ・スファンテ・フォン・オイラー - 1970年ノーベル生理学・医学賞
- トールステン・ウィーゼル - 1981年ノーベル生理学・医学賞
- スネ・ベリストローム - 1982年ノーベル生理学・医学賞
- トマス・リンダール - 2015年ノーベル化学賞
- カール・グスタフ・モサンデル - 化学者
- レベッカ・リリエベリ - 女優
- ピーター上田 - 医者、医学者

## 関係者
- マックス・デルブリュック - 1969年ノーベル生理学・医学賞
- 川島隆太（東北大学加齢医学研究所教授）- 客員研究員
- 山田浩（静岡県立大学薬学部教授）
- 林崎良英（独立行政法人理化学研究所）- 客員教授
- パオロ・マッキャリーニ - 経歴詐称、研究不正、および不適切な手術による死亡につき追及を受ける。研究所も責任を問われた。
- 宮川絢子 - スウェーデン在住の泌尿器科医